# Chiesa di Santo Stefano (Marinasco)
La chiesa di Santo Stefano a La Spezia è un luogo di culto cattolico che sorge sul colle di Marinasco. Sovrasta la zona nord della città e dal piazzale si gode di ampia vista sul territorio.

## Storia

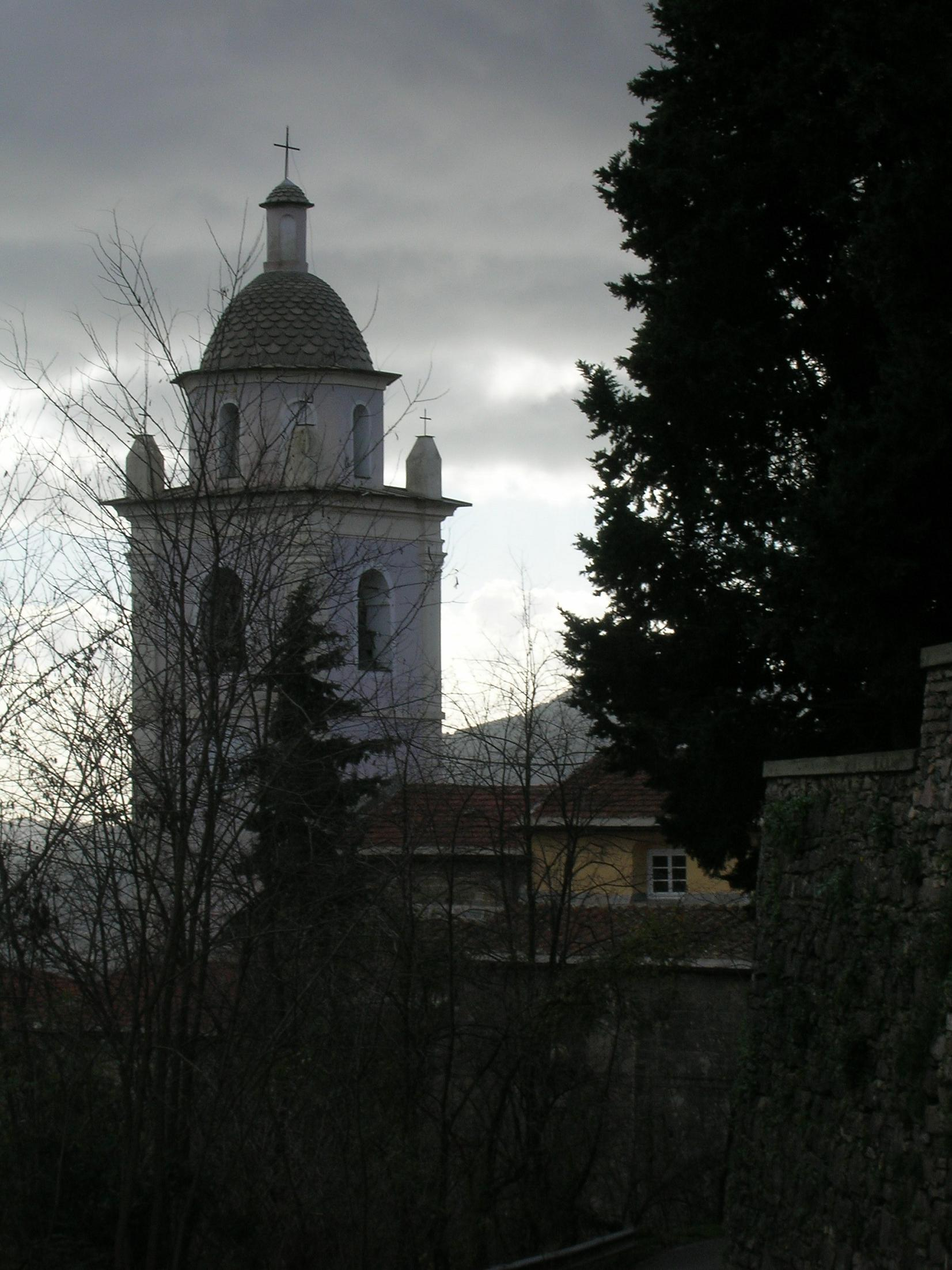
particolare del campanile

È una delle cinque antiche Pievi della Diocesi di Luni che si affacciano sul golfo della Spezia, probabilmente legate ad antichi organismi territoriali che, se non risalgono alla preistoria, certamente al sistema pagense tardo-romano. 

Marinasco era interessato a tutta la zona nord-occidentale del Golfo, l'oppidum era l'antico castello di Vesigna ove ora sorge l'ottocentesco forte Castellazzo; il porto era (Giustiniani) San Vito di Marola ove ritrovamenti archeologici dimostrano non solo presenze bizantine e romane, ma probabilmente anche dell'età del Bronzo.

Un'antichissima via collegava le terre del golfo a San Venerio - Arcola e Padivarma (Beverino), ove la strada si riuniva alla via Romea che costeggiava il corso del Vara diretta a Brugnato.

### Origine del nome e Circoscrizione di Marinasco
Secondo lo storico spezzino Ubaldo Formentini, il nome Marinasco deriva da una forma più antica  Marnasco, che non va riferito al significato di "marina" e probabilmente neppure a mons arimannorum, ma al toponimo Marna presente nella Gallia.

La circoscrizione di Marinasco trascendeva ad occidente i limiti del golfo, raggiungeva la Cinque Terre comprendendo i territori di Riomaggiore, Manarola e probabilmente anche quello di Portovenere. Infatti nel Codice Pelavicino (pubblicato nel 1912 negli Atti della Società Ligure di Storia Patria di Genova) viene rammentata la bolla di Anastasio IV (1154) nella quale ad eccelsiam S. Petri in Portu Veneris segue plebem de Marnasco quasi come segno di appartenenza.

### Testimonianze Storiche
La prima notizia certa sulla Pieve di Marinasco risale al 950, quando Teoprando notaio rogatoriale e Gerardo avvocato di  Santa Maria, chiesa di Luni, stesero un atto che fu sottoscritto anche da Berulfo arciprete di Marinasco,  Lamberto arcidiacono ed Anselmo presbitero e cantore.
Altra notizia posteriore (1094) rammenta il nome dell'arciprete Azone che sottoscrisse un documento con il quale il marchese Oberto e sua madre contessa Giulietta, vedova del Marchese Alberto Ruffo d'Este, donavano al Monastero di San Venerio del Tino quanto avevano a Marnasco iuxta plebem Sancti Stephani. 

È interessante notare che nella donazione si parla i beni tramandati "secondo la Legge dei Longobardi", documentando così questa sopravvivenza giuridica durante l'impero franco.

## Descrizione

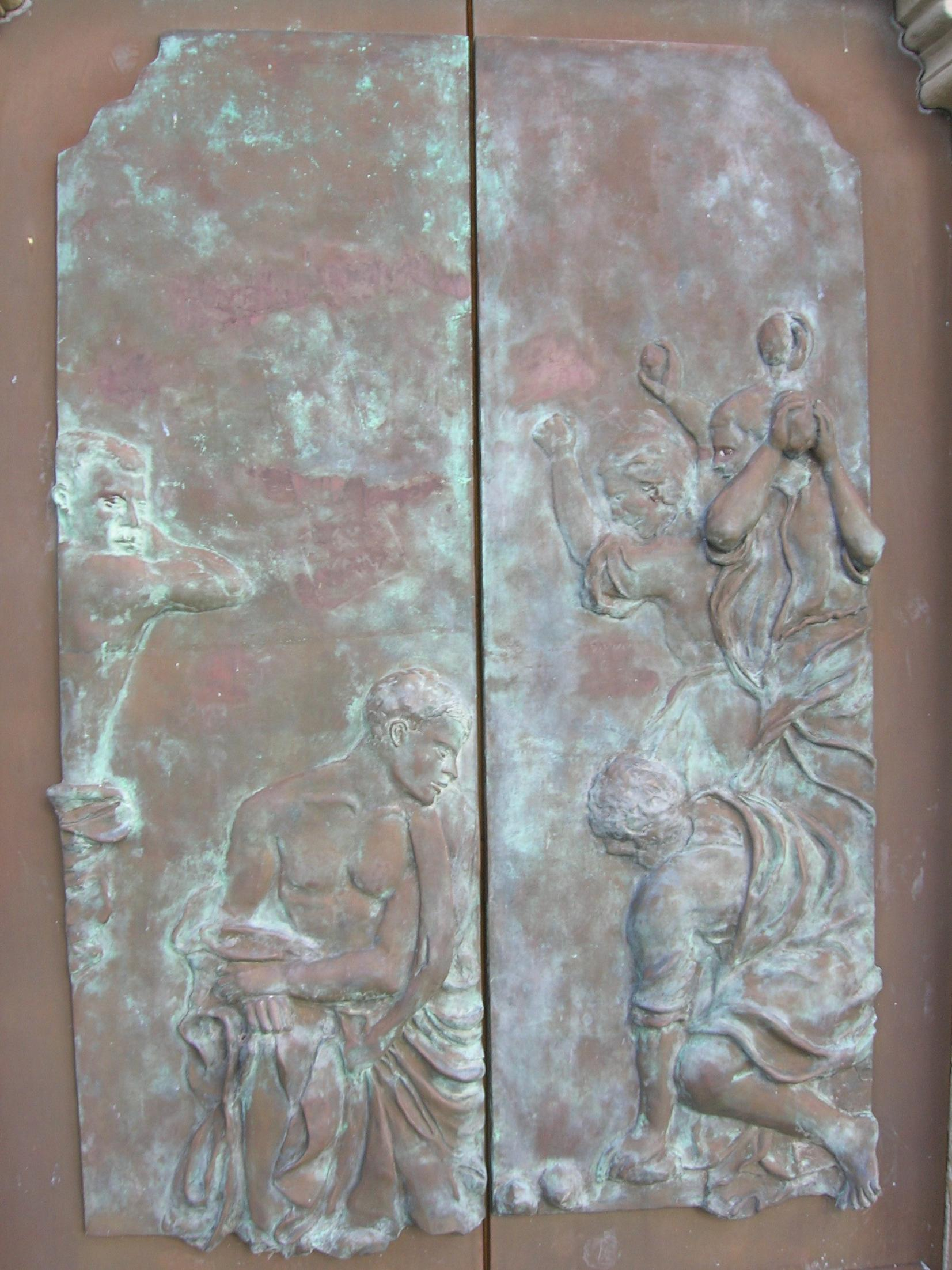
Il martirio di S.Stefano
P.Ravecca, bronzo
Portale della chiesa di Marinasco

La chiesa, nel centro storico di Marinasco, in forme gotico-cistercensi non è anteriore al XIII secolo, ma vi si notano materiali del "primitivo" e più antico edificio. 
L'esterno della chiesa è in bozze quadrate di pietra arenaria ricavate dalle vicine colline di Valdipino e Casella mentre altre, di calcare azzurrognolo, ricavate dal primo edificio vengono dal vicino Monte Parodi.

L'insieme della chiesa è gotico cistercense sottolineato dagli archi in arenaria delle porte d'ingresso laterali, mentre nella porta centrale, all'interno dell'antica abside, si notano avanzi romanici. Una porta laterale ha nell'architrave scolpita una testina e le forme di un agnello, di un leone e di un altro animale non meglio identificato; sulla destra è murato un capitello scavato ad acquasantiera.
La chiesa, a forma basilicale, ha tre navate divise da quattro pilastri che racchiudono quattro colonne in arenaria; queste reggono archi romanici probabilmente anch'essi in arenaria, ma nascosti dalla decorazione tardo barocca del 1780.
Alla fine del XVIII secolo per motivi di sicurezza statica fu cambiato l'orientamento della chiesa: se ne demolì la facciata, fu costruita l'attuale abside(dove vennero collocati coro ed altare) e dall'antica abside si ricavò il pronao. Nella facciata demolita, o su un altare, era posto un tabernacolo marmoreo del XIII secolo del quale si è salvata la Madonna (oggi collocata sul Battistero) attribuita alla scuola di Nino Pisano. 

Poiché il terreno è malfermo, fu costruito anche il muraglione che ha dato origine all'attuale piazzale; così pure il campanile, edificato nel 1780 per sostenere l'edificio ed utilizzato, per le sue tinte vivaci, quale punto di riferimento nel controllo delle bussole dei naviganti nel Golfo.
La chiesa è censita nel Catalogo Generale dei Beni Culturali Italiani.

## Patrimonio artistico
Nell'interno i quadri sacri e la Via Crucis risalgono al XVIII secolo. 

Il Fonte battesimale è datato 1463.

Vi è poi una statua della Madonna in marmo bianco alta un metro. Maria regge con il braccio sinistro il Bambino che a sua volta tiene in mano un uccellino; nella mano destra della Madonna un tralcio fiorito su cui si notano tracce di colore; sul capo della Vergine una corona, mentre il manto che scende sulla schiena e l'avvolge, davanti è bordato da un fregio; la gonna è stretta in vita da una cinta e sul petto ha un ornamento a forma di fiore.

Il portale laterale della chiesa è rivestito da ante di bronzo di Pietro Ravecca (Martirio di Santo Stefano).

## Attorno all'edificio sacro
La chiesa di Santo Stefano protomartire è arricchita da una sala adiacente che spesso ospita mostre di arti visive.
Di fronte alla storica chiesa è il monastero benedettino di Santa Maria del Mare, sorto di recente quasi a realizzare la speranza della serva di Dio Itala Mela, concittadina che fu oblata benedettina, teologa e studiosa del mistero trinitario, e che sempre auspicò il ritorno sul golfo dei monaci di san Benedetto. Il Monastero è stato centro di iniziative culturali di interesse nazionale e da qualche anno è stato completamente chiuso e lasciato in uno stato di abbandono totale.
Nella circoscrizione pievana, in località Guarcedo, nella prima metà del XIX secolo il santo Antonio Gianelli fondò un conservatorio per le giovani tenuto dalle Figlie di Maria Ss. dell'Orto (gianelline), che rimase in attività qualche anno.
Davanti al convento è il Monumento ai Caduti di Augusto Magli (1923).